# Mirko Hrgović
Mirko Hrgović (Signo, 5 febbraio 1979) è un allenatore di calcio ed ex calciatore bosniaco, di ruolo centrocampista.

## Carriera

### Allenatore
Il 3 marzo 2022 entra a far parte del Sebenico come allenatore in seconda di Dean Računica. Il 15 maggio seguente, in seguito alla sconfitta casalinga contro la Dinamo Zagabria (0-2), annuncia le sue dimissioni al termine della stagione.
Nell'aprile 2024 entra a far parte dello staff tecnico del nuovo commissario tecnico della Bosnia ed Erzegovina, Sergej Barbarez.

## Statistiche

### Cronologia presenze e reti in nazionale
| Cronologia completa delle presenze e delle reti in nazionale ― Bosnia ed Erzegovina | Cronologia completa delle presenze e delle reti in nazionale ― Bosnia ed Erzegovina | Cronologia completa delle presenze e delle reti in nazionale ― Bosnia ed Erzegovina | Cronologia completa delle presenze e delle reti in nazionale ― Bosnia ed Erzegovina | Cronologia completa delle presenze e delle reti in nazionale ― Bosnia ed Erzegovina | Cronologia completa delle presenze e delle reti in nazionale ― Bosnia ed Erzegovina | Cronologia completa delle presenze e delle reti in nazionale ― Bosnia ed Erzegovina | Cronologia completa delle presenze e delle reti in nazionale ― Bosnia ed Erzegovina |
| Data                                                                                | Città                                                                               | In casa                                                                             | Risultato                                                                           | Ospiti                                                                              | Competizione                                                                        | Reti                                                                                | Note                                                                                |
| ----------------------------------------------------------------------------------- | ----------------------------------------------------------------------------------- | ----------------------------------------------------------------------------------- | ----------------------------------------------------------------------------------- | ----------------------------------------------------------------------------------- | ----------------------------------------------------------------------------------- | ----------------------------------------------------------------------------------- | ----------------------------------------------------------------------------------- |
| 12-2-2003                                                                           | Cardiff                                                                             | Galles                                                                              | 2 – 2                                                                               | Bosnia ed Erzegovina                                                                | Amichevole                                                                          | -                                                                                   | 80’                                                                                 |
| 29-3-2003                                                                           | Zenica                                                                              | Bosnia ed Erzegovina                                                                | 2 – 0                                                                               | Lussemburgo                                                                         | Qual. Euro 2004                                                                     | -                                                                                   | 79’                                                                                 |
| 2-4-2003                                                                            | Copenaghen                                                                          | Danimarca                                                                           | 0 – 2                                                                               | Bosnia ed Erzegovina                                                                | Qual. Euro 2004                                                                     | -                                                                                   | 87’                                                                                 |
| 7-6-2003                                                                            | Craiova                                                                             | Romania                                                                             | 2 – 0                                                                               | Bosnia ed Erzegovina                                                                | Qual. Euro 2004                                                                     | -                                                                                   | 72’                                                                                 |
| 6-9-2003                                                                            | Zenica                                                                              | Bosnia ed Erzegovina                                                                | 1 – 0                                                                               | Norvegia                                                                            | Qual. Euro 2004                                                                     | -                                                                                   | 69’                                                                                 |
| 10-9-2003                                                                           | Lussemburgo                                                                         | Lussemburgo                                                                         | 0 – 1                                                                               | Bosnia ed Erzegovina                                                                | Qual. Euro 2004                                                                     | -                                                                                   | 78’                                                                                 |
| 11-10-2003                                                                          | Sarajevo                                                                            | Bosnia ed Erzegovina                                                                | 1 – 1                                                                               | Danimarca                                                                           | Qual. Euro 2004                                                                     | -                                                                                   | 80’ 83’                                                                             |
| 18-2-2004                                                                           | Skopje                                                                              | Macedonia                                                                           | 1 – 0                                                                               | Bosnia ed Erzegovina                                                                | Amichevole                                                                          | -                                                                                   | 64’                                                                                 |
| 31-3-2004                                                                           | Lussemburgo                                                                         | Lussemburgo                                                                         | 1 – 2                                                                               | Bosnia ed Erzegovina                                                                | Amichevole                                                                          | -                                                                                   | 84’                                                                                 |
| 28-4-2004                                                                           | Zenica                                                                              | Bosnia ed Erzegovina                                                                | 1 – 0                                                                               | Finlandia                                                                           | Amichevole                                                                          | -                                                                                   | 71’                                                                                 |
| 9-10-2004                                                                           | Sarajevo                                                                            | Bosnia ed Erzegovina                                                                | 0 – 0                                                                               | Serbia e Montenegro                                                                 | Qual. Euro 2004                                                                     | -                                                                                   | 75’                                                                                 |
| 3-9-2005                                                                            | Zenica                                                                              | Bosnia ed Erzegovina                                                                | 1 – 0                                                                               | Belgio                                                                              | Qual. Mondiali 2006                                                                 | -                                                                                   | 77’                                                                                 |
| 9-10-2005                                                                           | Zenica                                                                              | Bosnia ed Erzegovina                                                                | 3 – 0                                                                               | San Marino                                                                          | Qual. Mondiali 2006                                                                 | -                                                                                   | 69’                                                                                 |
| 28-2-2006                                                                           | Dortmund                                                                            | Giappone                                                                            | 2 – 2                                                                               | Bosnia ed Erzegovina                                                                | Amichevole                                                                          | -                                                                                   | 60’                                                                                 |
| 26-5-2006                                                                           | Seul                                                                                | Corea del Sud                                                                       | 2 – 0                                                                               | Bosnia ed Erzegovina                                                                | Amichevole                                                                          | -                                                                                   | 67’                                                                                 |
| 31-5-2006                                                                           | Teheran                                                                             | Iran                                                                                | 5 – 2                                                                               | Bosnia ed Erzegovina                                                                | Amichevole                                                                          | -                                                                                   | 61’                                                                                 |
| 16-8-2006                                                                           | Sarajevo                                                                            | Bosnia ed Erzegovina                                                                | 1 – 2                                                                               | Francia                                                                             | Amichevole                                                                          | -                                                                                   | 74’                                                                                 |
| 2-9-2006                                                                            | Ta' Qali                                                                            | Malta                                                                               | 2 – 5                                                                               | Bosnia ed Erzegovina                                                                | Qual. Euro 2008                                                                     | 2                                                                                   |                                                                                     |
| 6-9-2006                                                                            | Zenica                                                                              | Bosnia ed Erzegovina                                                                | 1 – 3                                                                               | Ungheria                                                                            | Qual. Euro 2008                                                                     | -                                                                                   | 73’                                                                                 |
| 7-10-2006                                                                           | Chișinău                                                                            | Moldavia                                                                            | 2 – 2                                                                               | Bosnia ed Erzegovina                                                                | Qual. Euro 2008                                                                     | -                                                                                   | 86’                                                                                 |
| 11-10-2006                                                                          | Sarajevo                                                                            | Bosnia ed Erzegovina                                                                | 0 – 4                                                                               | Grecia                                                                              | Qual. Euro 2008                                                                     | -                                                                                   |                                                                                     |
| 24-3-2007                                                                           | Oslo                                                                                | Norvegia                                                                            | 1 – 2                                                                               | Bosnia ed Erzegovina                                                                | Qual. Euro 2008                                                                     | -                                                                                   | 53’                                                                                 |
| 2-6-2007                                                                            | Sarajevo                                                                            | Bosnia ed Erzegovina                                                                | 3 – 2                                                                               | Turchia                                                                             | Qual. Euro 2008                                                                     | -                                                                                   |                                                                                     |
| 6-6-2007                                                                            | Sarajevo                                                                            | Bosnia ed Erzegovina                                                                | 1 – 0                                                                               | Malta                                                                               | Qual. Euro 2008                                                                     | -                                                                                   |                                                                                     |
| 22-8-2007                                                                           | Sarajevo                                                                            | Bosnia ed Erzegovina                                                                | 3 – 5                                                                               | Croazia                                                                             | Amichevole                                                                          | -                                                                                   | 80’                                                                                 |
| 8-9-2007                                                                            | Budapest                                                                            | Ungheria                                                                            | 1 – 0                                                                               | Bosnia ed Erzegovina                                                                | Qual. Euro 2008                                                                     | -                                                                                   | 84’                                                                                 |
| 13-10-2007                                                                          | Atene                                                                               | Grecia                                                                              | 3 – 2                                                                               | Bosnia ed Erzegovina                                                                | Qual. Euro 2008                                                                     | 1                                                                                   | 56’                                                                                 |
| 30-1-2008                                                                           | Tokyo                                                                               | Giappone                                                                            | 3 – 0                                                                               | Bosnia ed Erzegovina                                                                | Amichevole                                                                          | -                                                                                   | 83’                                                                                 |
| 14-10-2009                                                                          | Zenica                                                                              | Bosnia ed Erzegovina                                                                | 2 – 5                                                                               | Spagna                                                                              | Qual. Mondiali 2010                                                                 | -                                                                                   | 73’                                                                                 |
| Totale                                                                              |                                                                                     | Presenze                                                                            | 29                                                                                  |                                                                                     | Reti                                                                                | 3                                                                                   |                                                                                     |

## Palmarès

### Giocatore

#### Competizioni nazionali
- Campionato croato: 1

Dinamo Zagabria: 2008-2009
- Coppa di Croazia: 2

Hajduk Spalato: 1999-2000
Dinamo Zagabria: 2008-2009